# Eric Friedman
Eric Jonathan Friedman, är en amerikansk jurist och företagsledare som är exekutiv delägare för den amerikanska multinationella advokatbyrån Skadden, Arps, Slate, Meagher & Flom LLP and Affiliates sedan 2009, när han efterträdde Robert Sheehan.
Han avlade en kandidatexamen i företagsekonomi vid University of Michigan och en juristexamen vid University of Pennsylvania.